# Казахстанско-сербские отношения
Казахстанско-сербские отношения — двусторонние отношения Республики Казахстан и Республики Сербия, установленные в декабре 1996 года. С июня 2015 года в Белграде открыто посольство Казахстана; в свою очередь, в Астане действует посольство Сербии с 23 июня 2011 года.
Казахстан является членом ЕАЭС, в то время как Сербия входит в зону свободной торговли ЕАЭС.

## История
До установления отношений Казахстана и Сербии действовали дипломатические отношения СССР, в составе которого была Казахская ССР, с СФРЮ (предшественницей Сербии). Дипломатические отношения между Республикой Казахстан и Союзной Республикой Югославия были установлены 10 декабря 1996 года, что зафиксировано протоколом в Москве, который подписали посол РК Т. Мансуров и посол СРЮ Д. Маркович. В настоящее время должность Чрезвычайного и полномочного посла Республики Казахстан в Сербии занимает Нурбах Рустемов (с 2014 года); в свою очередь, Чрезвычайным и полномочным послом Сербии в Республике Казахстан является Владан Матич (с 2017 года).

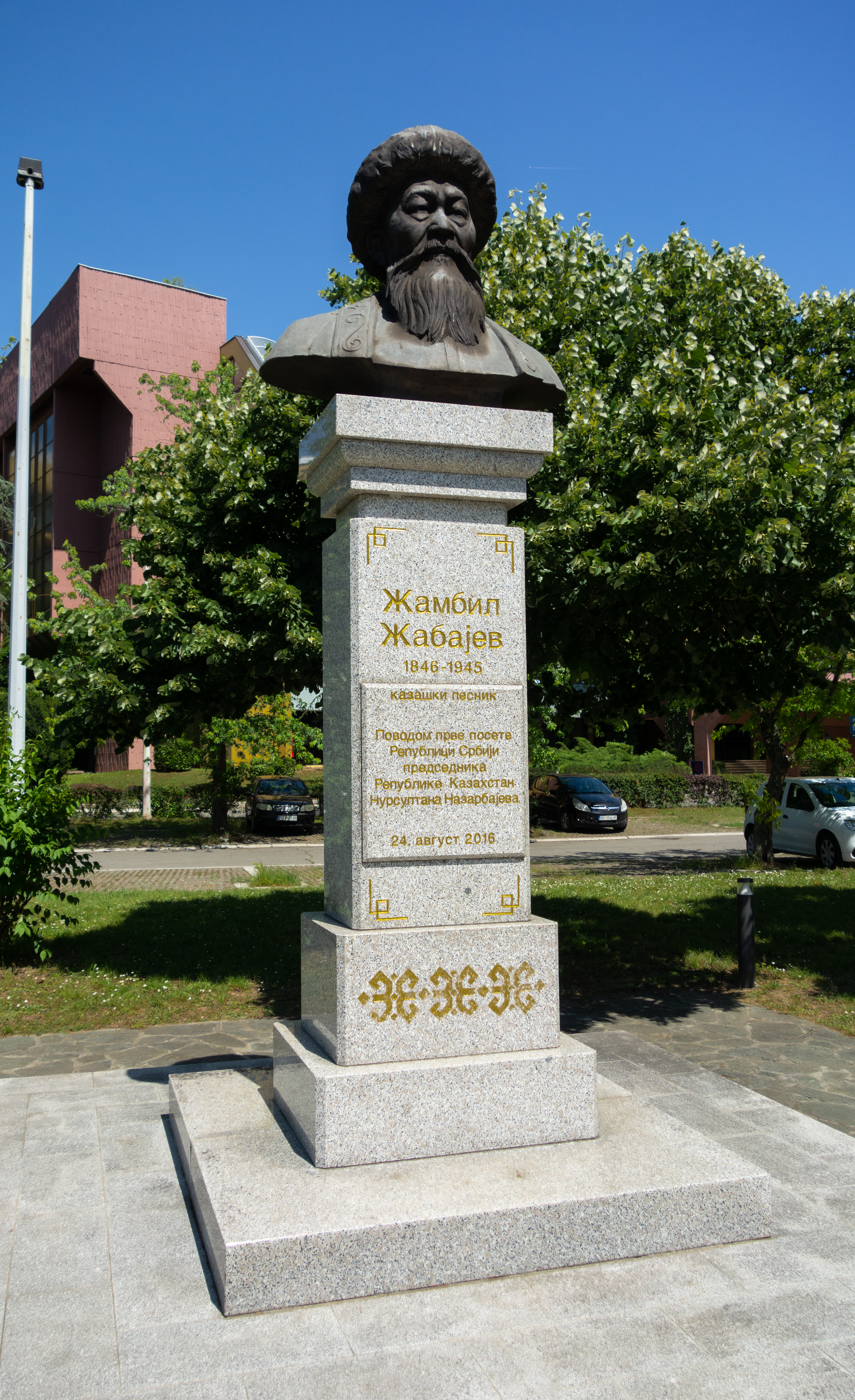
Бюст Джамбула Джабаева в Новом Белграде, установленный 24 августа 2016 года

В рамках развития отношений прошли ряд встреч политиков Казахстана и Югославии (позднее Сербии).
- 1 декабря 2003 года в рамках 11-го СМИД ОБСЕ состоялась встреча первого вице-министра иностранных дел Казахстана К. Абусеитова с заместителем министра иностранных дел Сербии и Черногории В. Зугичем.
- 11 ноября 2005 года в инаугурации Президента Казахстана участвовал посол Сербии и Черногории М. Рочен.
- 28 ноября 2007 года в Казахстан нанёс визит Министр торговли и услуги Сербии П. Бубалов.
- С 3 по 4 ноября 2009 года в Белграде был с визитом Национальный координатор Республики Казахстан по связям с Европейским союзом К. Жигалов.
- 1 декабря 2009 года в Афинах на полях СМИД ОБСЕ состоялась встреча Министра иностранных дел РК К. Саудабаева и главы МИД Сербии В. Еремича.
- С 5 по 6 сентября в Белграде делегация Казахстана была наблюдателем на саммите «Движения неприсоединения».
- 23 сентября 2011 года на 66-й сессии Генеральной ассамблеи ООН встретились министры иностранных дел Казахстана и Сербии — Е. Казыханов и В. Еремич.
- С 3 по 5 июня 2015 года в Белграде с визитом находился заместитель главы МИД РК А. Волков, который провёл переговоры с президентом Сербии Т. Николичем, главой МИД И. Дачичем и другими лицами.

С марта 2014 года в Народной скупщине Республики Сербия работает Депутатская группа дружбы и сотрудничества с Республикой Казахстан.

## Сотрудничество

### Экономическое
Объём товарооборота между Казахстаном и Сербией:
- 2008 — $12,5 млн.
- 2009 — $18,5 млн.
- 2010 — $13 млн.
- 2011 — $15,5 млн.
- 2012 — $25,3 млн.
- 2013 — $22,7 млн. (экспорт в Сербию — $4,5 млн., импорт из Сербии — $18,2 млн.)
- 2014 — $20 млн. (экспорт в Сербию — $0,3 млн., импорт из Сербии — $19,7 млн.)
- 2015 (два месяца) — $1,7 млн. (только импорт из Сербии)

Сербия экспортирует химическую промышленность, древесину, текстиль, бумагу и изделия из этих материалов. Казахстан экспортирует минеральные продукты, машины, оборудование, механизмы и электротехническое оборудование. В Казахстане работает около 10 совместных предприятий с участием сербского капитала: оптовая и розничная торговля, строительство зданий. Сербская компания «Энергопроект» занимается строительством двух станций метро в Алматы (Алмалинской и Абая), торговых и бизнес-центров в Актау, Уральске и Атырау, а также строительством жилого комплекса и винного завода в Сарыагаше.

### Соглашения
- С 4 ноября 2009 года действует соглашение о безвизовом режиме для владельцев дипломатических и служебных паспортов.
- С 7 октября 2010 года действует соглашение о свободной торговле, поощрении и взаимной защите инвестиций, а также безвизовом режиме. Подписаны меморандумы о сотрудничестве между Торгово-промышленными палатами и МИДами двух стран.
- Согласуются в настоящее время ряд пакетов о сотрудничестве в плане борьбы против преступности.

### Политическое
Казахстан выразил поддержку позиции Сербии по вопросу государственности Косово: в декабре 2008 года премьер-министр Карим Масимов заявил, что не будет признавать никакие государства, чья независимость была провозглашена в 2008 году и позже. Сербия поддержала заявку Казахстана на председательство в ОБСЕ и проведение «ЭКСПО-2017» в Астане, а также его заявку на непостоянное членство в Совете Безопасности ООН на 2017—2018 годы.

## Государственные визиты
В августе 2015 года визит в Казахстан нанёс президент Сербии Томислав Николич, отметив отличное развитие сербско-казахских отношений в плане экономического сотрудничества. Через год, к 20-летию установления отношений ответный визит нанёс в Сербию и президент Казахстана Нурсултан Назарбаев, встретившись с представителями всех религиозных общин Сербии и с сербским патриархом Иренеем. В рамках визита в Белграде был открыт памятник поэту Жамбылу Жабаеву.

### Послы Сербии в Казахстане
- (Посольство с 23 июня 2011 года)

1. Бранислав Радойчич, временный поверенный в делах, 2011 - 2012 годы
2. Владимир Миркович, Посол, 2012 - 2017
3. Владан Матич, посол, 2017 -